# Grand Prix-wegrace van België 1972
De Grand Prix-wegrace van België 1972 was de achtste race van het wereldkampioenschap wegrace-seizoen 1972. De race werd verreden op 2 juli 1972 op het Circuit de Spa-Francorchamps nabij Malmedy, (Liège). De 500cc-wereldtitel werd in België beslist. 

## 500 cc
Giacomo Agostini had al zes 500cc-GP's gewonnen en met slechts zeven tellende resultaten kon hij in België de wereldtitel veilig stellen. Hij deed dat op zijn bekende manier: Alberto Pagani mocht een tijdje volgen en zelfs kopwerk doen, maar uiteindelijk liep hij bijna een halve minuut achterstand op. De strijd om de derde plaats was interessanter en eindigde in een duel tussen Rodney Gould en Hideo Kanaya. Gould remde Kanaya bij de La Source haarspeldbocht uit, waardoor hij derde werd. Kanaya nam daarna afscheid van de Europese circuits, waarschijnlijk om te gaan helpen met de ontwikkeling van de nieuwe Yamaha TZ 500.

### Uitslag 500 cc
| Pos | Coureur             | Merk        | Tijd      | Punten |
| --- | ------------------- | ----------- | --------- | ------ |
| 1   | Giacomo Agostini    | MV Agusta   | 56' 04" 7 | 15     |
| 2   | Alberto Pagani      | MV Agusta   | +32" 9    | 12     |
| 3   | Rodney Gould        | Yamaha      | +1' 18" 7 | 10     |
| 4   | Hideo Kanaya        | Yamaha      | +1' 19" 0 | 8      |
| 5   | Bo Granath          | Husqvarna   | +3' 28" 7 | 6      |
| 6   | Eric Offenstadt     | Kawasaki    | +3' 28" 9 | 5      |
| 7   | Jerry Lancaster     | Yamaha      | +3' 58" 5 | 4      |
| 8   | Billie Nelson       | Yamaha      | +4' 03" 4 | 3      |
| 9   | Christian Bourgeois | Yamaha      | +1 ronde  | 2      |
| 10  | Lothar John         | Yamaha      | +1 ronde  | 1      |
| 11  | Ron Chandler        | Kawasaki    |           |        |
| 12  | Gyula Marsovszky    | Linto       |           |        |
| 13  | Piet van der Wal    | Kawasaki    |           |        |
| 14  | Guy Cooremans       | Kawasaki    |           |        |
| 15  | Jérôme van Haeltert | Suzuki      |           |        |
| DNF | Jack Findlay        | JADA-Suzuki |           |        |
| DNF | John Dodds          | Yamaha      |           |        |
| DNF | Steve Ellis         | Yamaha      |           |        |
| DNF | André-Luc Appietto  | Kawasaki    |           |        |
| DNF | Ernst Hiller        | König       |           |        |
| DNF | Guido Mandracci     | Suzuki      |           |        |
| DNF | Keith Turner        | Suzuki      |           |        |
| DNF | Kim Newcombe        | König       |           |        |
| DNF | Jean Campiche       | Linto       |           |        |
| DNF | Gérard Debrock      | Yamaha      |           |        |
| DNF | Dave Simmonds       | Kawasaki    |           |        |
| DNF | Chas Mortimer       | Yamaha      |           |        |
| DNF | Thierry Tchernine   | Yamaha      |           |        |

## 250 cc
In België was er net als in de TT van Assen geen strijd om de eerste plaats, maar dit keer kwam dat doordat Jarno Saarinen ervandoor ging. Ondanks wat regen bij Blanchimont lag zijn racegemiddelde van 195,5 km/h slechts 0,7 km/h lager dan dat van Giacomo Agostini in de 500cc-klasse. Phil Read, Silvio Grassetti, Rodney Gould, Dieter Braun en John Dodds konden dus alleen vechten om plaats twee. Gould won die plaats uiteindelijk met een banddikte (0,3 s) na een duel met Phil Read, die de hele trukendoos opentrok om Gould achter zich te houden.

### Uitslag 250 cc
| Pos | Coureur            | Merk      | Tijd      | Punten |
| --- | ------------------ | --------- | --------- | ------ |
| 1   | Jarno Saarinen     | Yamaha    | 34' 37" 5 | 15     |
| 2   | Rodney Gould       | Yamaha    | +26" 4    | 12     |
| 3   | Phil Read          | Yamaha    | +26" 7    | 10     |
| 4   | Dieter Braun       | SMZ       | +27" 5    | 8      |
| 5   | John Dodds         | Yamaha    | +38" 9    | 6      |
| 6   | Börje Jansson      | Yamaha    | +53" 8    | 5      |
| 7   | Kent Andersson     | Yamaha    | +54" 2    | 4      |
| 8   | Teuvo Länsivuori   | Yamaha    | +1' 11" 8 | 3      |
| 9   | Oronzo Memola      | Yamaha    | +1' 24" 7 | 2      |
| 10  | Marcel Ankoné      | Yamsel    | +2' 00" 6 | 1      |
| 11  | Werner Pfirter     | Yamaha    | +2' 00" 9 |        |
| 12  | Michel Rougerie    | Yamaha    |           |        |
| 13  | Guido Mandracci    | Yamaha    |           |        |
| 14  | Bo Granath         | Yamaha    |           |        |
| 15  | Silvio Grassetti   | MZ        |           |        |
| 16  | Olivier Chevallier | Yamaha    |           |        |
| 17  | Gert Bender        | Maico     |           |        |
| 18  | Paolo Pileri       | Yamaha    |           |        |
| 19  | Renzo Pasolini     | Aermacchi |           |        |
| 20  | Marcel Toussaint   | Yamaha    |           |        |

## 125 cc
De Bridgestone van Jos Schurgers was ook in België snel. Schurgers moest echter bij de start meteen in de achtervolging op Chas Mortimer, terwijl hij bij Stavelot werd ingehaald door Ángel Nieto. Schurgers viel echter uit door een vastloper. Drie ronden lang vochten Nieto en Mortimer om de leiding, maar daarna begon de Spanjaard een voorsprong op te bouwen. Kent Andersson won het gevecht om de derde plaats van Börje Jansson.

### Uitslag 125 cc
| Pos | Coureur            | Merk        | Tijd      | Punten |
| --- | ------------------ | ----------- | --------- | ------ |
| 1   | Ángel Nieto        | Derbi       | 32' 27" 3 | 15     |
| 2   | Chas Mortimer      | Yamaha      | +17" 0    | 12     |
| 3   | Kent Andersson     | Yamaha      | +34" 5    | 10     |
| 4   | Börje Jansson      | Maico       | +46" 6    | 8      |
| 5   | Harald Bartol      | Suzuki      | +1' 20" 5 | 6      |
| 6   | Dieter Braun       | Maico       | +1' 21" 1 | 5      |
| 7   | Dave Simmonds      | Kawasaki    | +1' 31" 3 | 4      |
| 8   | Eugenio Lazzarini  | Maico       | +1' 52" 9 | 3      |
| 9   | Thierry Tchernine  | Yamaha      | +2' 42" 9 | 2      |
| 10  | Ryszard Mankiewicz | MZ          | +3' 28" 1 | 1      |
| 11  | László Szabó       | MZ          |           |        |
| 12  | Günter Fischer     | Maico       |           |        |
| 13  | Paolo Pileri       | Suzuki      |           |        |
| 14  | Aalt Toersen       | Maico       |           |        |
| 15  | Jan Huberts        | MZ          | +1 ronde  |        |
| 16  | Michel Rougerie    | Aermacchi   |           |        |
| 17  | Siegfried Lohmann  | MZ          |           |        |
| DNF | Jos Schurgers      | Bridgestone | vastloper |        |

## 50 cc
In de 50cc-klasse trainde Jan de Vries sneller dan Ángel Nieto, maar bij inspectie bleek de motor niet betrouwbaar te zijn, waardoor hij met zijn reservemotor moest starten. Die leverde aanzienlijk minder vermogen. Zijn rondetijden lagen nog onder die van 1971 en hij wist meteen na de start dat hij Nieto niet zou kunnen volgen. Nieto nam al in de eerste ronde een kleine voorsprong, die hij in de volgende ronden opbouwde. Theo Timmer kon met de Jamathi uit 1971 de Vries in zicht houden, maar dat betekende niet dat de Jamathi snel genoeg was. Nieto hoefde niet sneller te rijden, de Vries kon niet sneller rijden, maar de derde plaats van Timmer was in elk geval een opsteker voor Jamathi.

### Uitslag 50 cc
| Pos | Coureur             | Merk              | Tijd      | Punten |
| --- | ------------------- | ----------------- | --------- | ------ |
| 1   | Ángel Nieto         | Derbi             | 21' 51" 8 | 15     |
| 2   | Jan de Vries        | Van Veen-Kreidler | +16" 1    | 12     |
| 3   | Theo Timmer         | Jamathi           | +21" 7    | 10     |
| 4   | Harald Bartol       | Kreidler          | +1' 03" 1 | 8      |
| 5   | Rudolf Kunz         | Kreidler          | +1' 04" 5 | 6      |
| 6   | Jan Bruins          | Van Veen-Kreidler | +1' 18" 0 | 5      |
| 7   | Benjamín Grau       | Derbi             | +1' 29" 5 | 4      |
| 8   | Jan Huberts         | Kreidler          | +1' 42" 5 | 3      |
| 9   | Ludwig Faßbender    | Kreidler          | +2' 17" 5 | 2      |
| 10  | Siegfried Lohmann   | Kreidler          | +2' 18" 7 | 1      |
| 11  | Hans-Jürgen Hummel  | Kreidler          |           |        |
| 12  | Herman Meijer       | Hemeyla           |           |        |
| 13  | Ton Daleman         | Roton             |           |        |
| 14  | Aalt Toersen        | Kreidler          |           |        |
| 15  | Kurt-Ivan Carlsson  | Monark            |           |        |
| 16  | André Millard       | Kreidler          |           |        |
| 17  | Lars Persson        | Monark            |           |        |
| 18  | T. Keane            | Kreidler          |           |        |
| 19  | Jérôme van Haeltert | Kreidler          |           |        |
| 20  | E. Ggilain          | Kreidler          |           |        |

## Zijspanklasse
De zijspanrace in België kende weinig spanning. Klaus Enders/Ralf Engelhardt wonnen met zes seconden voorsprong op Heinz Luthringshauser/Hans-Jürgen Cusnik, die de hele tijd op de tweede plaats gelegen hadden. De derde plaats werd de hele race bezet door Siegfried Schauzu/Wolfgang Kalauch. De Britten Tony Wakefield en Alex MacFadzean, die bij wijze van vakantie aan de TT van Assen en de Belgische Grand Prix deelnamen, werden zesde. 

### Uitslag zijspanklasse
| Pos | Coureur               | Bakkenist          | Merk      | Tijd      | Punten |
| --- | --------------------- | ------------------ | --------- | --------- | ------ |
| 1   | Klaus Enders          | Ralf Engelhardt    | Busch-BMW | 33' 22" 1 | 15     |
| 2   | Heinz Luthringshauser | Hans-Jürgen Cusnik | BMW       | +5" 9     | 12     |
| 3   | Siegfried Schauzu     | Wolfgang Kalauch   | BMW       | +33" 9    | 10     |
| 4   | Chris Vincent         | Michael Casey      | Münch-URS | +50" 3    | 8      |
| 5   | Graham Milton         | John Thornton      | BMW       | +53" 6    | 6      |
| 6   | Tony Wakefield        | Alex MacFadzean    | BMW       | +55" 3    | 5      |
| 7   | Rolf Steinhausen      | Werner Kapp        | König     | +2' 00" 9 | 4      |
| 8   | Michel Pourcelet      | Claude Domin       | BMW       | +3' 31"   | 3      |
| 9   | Hermann Binding       | Helmut Fleck       | BMW       | +3' 31"   | 2      |
| 10  | Joseph Duhem          | Jacques Blanc      | BMW       | +4' 51" 4 | 1      |
| 11  | Egon Schons           | Karl Lauterbach    | BMW       | +4' 55" 7 |        |
| 12  | Roger Dutton          | Tony Wright        | BMW       |           |        |
| 13  | Colin Hornby          | Mike Griffiths     | BMW       |           |        |
| 14  | Siegfried Zeh         | K. Woijciech       | BMW       |           |        |
| 15  | G. Rosez              | S. Procyszyn       | BMW       |           |        |

1921 · 1922 · 1923 · 1924 · 1925 · 1926 · 1927 · 1928 · 1929 · 1930 · 1931 · 1932 · 1933 · 1934 · 1935 · 1936 · 1937 · 1938 · 1939 · 1947 · 1948 · 1949 · 1950 · 1951 · 1952 · 1953 · 1954 · 1955 · 1956 · 1957 · 1958 · 1959 · 1960 · 1961 · 1962 · 1963 · 1964 · 1965 · 1966 · 1967 · 1968 · 1969 · 1970 · 1971 · 1972 · 1973 · 1974 · 1975 · 1976 · 1977 · 1978 · 1979 · 1980 · 1981 · 1982 · 1983 · 1984 · 1985 · 1986 · 1988 · 1989 · 1990